# 신속한 재판의 원칙
|                                                                  |
| 형사소송법                                                       |
| 이념과 구조                                                      |
| 무죄 추정의 원칙 · 자백배제법칙 · 전문법칙                       |
| 증거보전청구권 · 형사보상청구권 · 독수독과이론                   |
| 실체적 진실주의 · 적정절차 · 신속한 재판의 원칙                  |
| 진술거부권 · 접견교통권 · 증거개시제도                           |
| 열람등사권 · 위법수집증거배제법칙                                |
| 법원                                                             |
| 제척 · 기피 · 회피 관할 · 이송 · 법관                            |
| 피고인과 변호인                                                  |
| 피고인 ·변호인 · 성명모용자 · 공동피고인 국선변호인 · 법정대리인 |
| 검사                                                             |
| 기소독점주의 · 검사 동일체의 원칙                                |
| 수사                                                             |
| 함정수사 · 불심검문 · 임의동행 · 동행요구 · 사법경찰관           |
| 구속                                                             |
| 구속영장 · 체포영장                                              |
| 증거법                                                           |
| 정황증거 · 전문증거 · 진술조서 · 진술서 · 실황조사서 · 검증조서  |
| 진술 · 증인                                                      |
| 재판                                                             |
| 공소장 · 공소장일본주의                                          |
| 고소 · 고발 · 고소불가분의 원칙 · 자수                           |
| 상소                                                             |
| 항소, 상고 & 비상상고                                            |
| 다른 7법 영역                                                    |
| 헌법 · 민법 · 형법                                               |
| 민사소송법 · 형사소송법 · 행정법                                 |
| 포털: 법 · 법철학 · 형사정책                                     |
| v • d • e • h                                                    |

신속한 재판의 원칙이란 피고인이 신속하게 재판을 받을 수 있는 권리를 보장하는 것을 말한다. 프랜시스 베이컨은 "사법은 신선할수록 향기가 높다"고 이 원칙을 표현하였다. 대한민국 헌법재판소가 신속한 재판의 원칙을 침해하였다고 본 유일한 사례는 국가보안법상 찬양(.)고무죄와 불고지죄에 대한 구속기간을 50일로 연장시킨 것 뿐이다.판례는 신속한 재판의 원칙과 관련하여서는 입법자와 법원에게 폭넓은 재량을 인정하고 있다.

## 원칙의 명문화

### 수사와 공소제기 절차에서의 구현
검사를 수사의 주재자로 하여 수사권과 수사지휘권을 집중시킨 점(제 195조， 제196 조)， 검사와 사경의 구속기간을 제한한 점(제202조， 제203조)， 기소편의주의(제247조)， 기소변경주의(제255조①)， 공소시효제도(제249조)， 의제공소시효(제249조②)

### 공판절차에서의 구현
심판범위를 공소장에 기재된 사실로 한정, 궐석재판제도(소촉법 제23조)， 변론종결기일판결선고제도(제318조의4)， 판결선고기간의 제한(소촉법 제22조， 제318조의4)， 판결선고 후 판결서작성(제318조의4②， 규칙 제46조)， 기피신청의 간이기각결정(제20조①)， 대표변호인제도(제32의2)， 증거동의(제318조), 공판조서의 절대적 증명력(제56조)， 집중심리주의(제267조의2)， 공판준비절차(제266조의5)， 증거개시절차(제266조의3)

### 상소심재판에서의 구현
상소기간(제358조， 제374조), 상소시 소송기록부기간의 제한(제361조， 제377조)， 상소 이유서 . 답변서 제출기간의 제한(제361조의3, 제374조)， 상소시 일정한 경우 미결구금일수 산입금지(제482조, 소촉법 제24조)

### 특별절차
간이공판절차(제286조의2)， 약식절차(제453조)， 즉결심판절차(즉심법 제6조)， 공소장변경시 단독판사의 합의부로의 필수적 사건이송(제8조②)， 합의부심판시에도 간이공판절차의 허용(제286조의2)

## 판례
- 제1심 선고형기를 경과한 후에 제2심 공판이 개정되었다고 하여 반드시 위법한 것은 아니다.[2]
- 구속사건에 대해서는 법원이 구속 기간 내에 재판을 하면 되는 것이고 구속만기 25일을 앞두고 제1회 공판이 있었다 하여 헌법에 정한 신속한 재판을 받을 권리를 침해하였다고 할 수 없다.[3]
- 신속한 재판을 받을 권리의 실현을 위해서는 구체적인 입법형성이 필요하며 다른 사법절차적 기본권에 비하여 폭넓은 입법재량이 허용된다.[4]
- 기피신청이 소송의 지연을 목적으로 함이 명백한 경우에 신청을 받은 법원 또는 법관이 이를 기각할 수 있도록 규정한 형사소송법 제20조 제1항은 헌법상 보장되는 공정한 재판을 받을 권리를 침해한다.[5]

## 미국법
미국 수정헌법 제6조에 의해 보장되고 있으며 불합리한 정도의 지연을 금지하고 있다. 불합리한 정도의 지연을 판단하기 위해서 법원은 (1) 지연기간의 길이; (2) 신의성실과 지연의 정당성 (3) 피고인의 신속한 재판을 받을 권리의 주장; (4) 피고가 입을 편견 등을 고려하여 판단한다.